# Divita Rai
Divita Rai (sinh ngày 10 tháng 1 năm 1998) là một người mẫu và người đẹp người Ấn Độ, người đã đăng quang Miss Diva vào ngày 28 tháng 8 năm 2022 tại Mumbai và được trao lại vương miện bởi Hoa hậu Hoàn vũ Ấn Độ và Hoa hậu Hoàn vũ 2021 Harnaaz Sandhu.  Divita đại diện cho Ấn Độ tại cuộc thi Hoa hậu Hoàn vũ 2022.

## Sự nghiệp
Divita bắt đầu hành trình thi hoa hậu của mình vào năm 2019, lọt vào top 3 chung kết bang Karnataka trong cuộc thi Femina Miss India 2019. Năm 2021, cô dự thi Miss Diva 2021 và giành ngôi vị Á hậu 2 còn danh vị hoa hậu thuộc về Hoa hậu Hoàn vũ 2021, Harnaaz Sandhu. Cô cũng đã giành được các danh hiệu phụ Hoa hậu IQ, Hoa hậu Phong cách sống và Hoa hậu Sudoku trong cuộc thi. Divita đã được trao vương miện Miss Diva 2022 vào ngày 28 tháng 8 năm 2022 bởi Harnaaz Sandhu tại buổi dạ tiệc kỷ niệm 10 năm của Tổ chức Hoa hậu Diva. Hơn 30 cựu người chiến thắng cuộc thi sắc đẹp đại diện cho Ấn Độ quốc tế đã tham dự sự kiện này.

### Hoa hậu Hoàn vũ 2022
Divita sẽ đại diện cho Ấn Độ trong cuộc thi Hoa hậu Hoàn vũ 2022, diễn ra vào ngày 14 tháng 1 năm 2023 tại New Orleans. Vào đêm chung kết, cô đạt được vị trí Top 16 chung cuộc.